# Арбен Таравари
Арбен Таравари (на албански: Arben Taravari; на македонска литературна норма: Арбен Таравари) е лекар, министър на здравеопазването на Република Македония от 1 юни до 25 декември 2017 година и след това градоначалник на община Гостивар.

## Биография
Роден е на 7 април 1973 година в Гостивар. Завършва Средно медицинско училище „Панче Карагьозов“ и после Медицинския факултет на Скопския университет (1998). Специализира неврология в Университетската клиника по неврология (2006) и семейна медицина в Скопския университет (2011). Защитава докторат на тема „Клинички знаци и генетика на Паркинсон“.
От 2016 година е председател на съвет в Университетската клиника по неврология на Отделението по екстрапирамидални болести и на Отделението по главоболие и мигрена. Член е на съвета на международното медицинско списание „Медикус“ (2009 – 2012) и на съвета на медицинското списание „Vox Medici“ от 2008 г..
През октомври 2017 година печели местните избори в община Гостивар и в резултат на това напуска поста си на министър, като става градоначалник (кмет) на община Гостивар.

## Книги
- „Мигрени, главоболки и болни синдроми“ (2016)
- „Практикум по неврологија“ (2014)
- Клинички и генетски наоди кај болни со идиопатска Паркинсонова болест, докторска дисертација (2011)
- Клиничко-епидемиолошка студија на паркинсонизмот во Скопје: магистерски труд (2006)
- Фармако тераписки прирачник (2006)